# Phlebotomus martini
Phlebotomus martini är en tvåvingeart som beskrevs av Aimé Georges Parrot 1936. Phlebotomus martini ingår i släktet Phlebotomus och familjen fjärilsmyggor. Inga underarter finns listade i Catalogue of Life.
Arten är en vektor för parasiten Leishmania donovani som kan orsaka sjukdomen leishmaniasis..